# Брайтбрунн-ам-Кімзе
Брайтбрунн-ам-Кімзе (нім. Breitbrunn am Chiemsee) — громада в Німеччині, розташована в землі Баварія. Підпорядковується адміністративному округу Верхня Баварія. Входить до складу району Розенгайм. Центр об'єднання громад Брайтбрунн.
Площа — 8,12 км2. Населення становить 1626 ос. (станом на 31 грудня 2020).

## Галерея

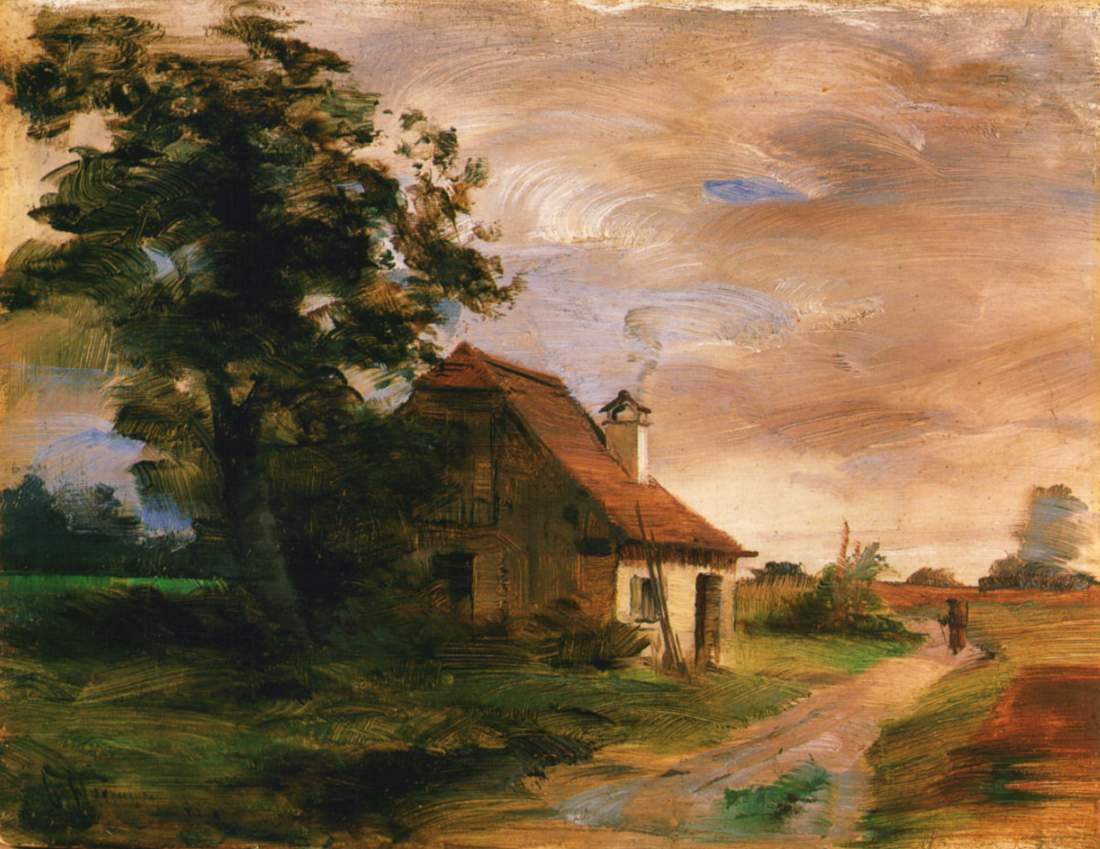